# Mika+Rika
Mika+Rika（みかりか）は、日本の女性2人組のタレント・音楽ユニット・政治活動家。姉のMika（本名：中村 美香〈なかむら みか〉、1986年11月25日 - ）、妹のRika（本名：中村 梨香〈なかむら りか〉、1986年11月25日 - ）の一卵性双生児姉妹。スタッフ・プラス所属。

## 人物・来歴
東京都板橋区出身。埼玉県三郷市育ち。埼玉県立越谷北高等学校卒業。姉の美香は法政大学、妹の梨香は成城大学を卒業。
大学在学中の2008年に、本名で林田賢太監督の映画『ブリュレ』で、共に映画初出演・初主演。翌2009年には古新舜監督の短編映画『幸せ物語』（原作：清史弘）で、二度目の主演。
大学卒業後は美香は総合商社、梨香はIT企業のシステムエンジニアとして勤めていたが脱サラし、2013年11月に「FUNKY OL～仕事したくないよ～」でCDデビュー（当時の名義はMIKA☆RIKA）。
2014年11月、Mika+Rikaとして、自分たちの写真の肖像権・著作権を放棄した“フリー素材アイドル”として特設サイトをオープンした。
オープン当日からアクセスが集中しサーバーがダウンした。月間50万ダウンロードを突破し500社以上の企業が広告等で素材を使用している。このプロジェクトにより認知度が上がりメディアへの露出やCMへの起用がなされた。
2018年8月、埼玉県三郷市のPR大使に就任した。

### 政治活動
2023年1月20日、姉妹を日本維新の会埼玉総支部から同年4月9日に投開票が行われる2023年埼玉県議会議員選挙の公認予定候補になる事が発表された。4月の投開票の結果、姉の中村美香は南1区（草加市）から立候補して当選したが、妹の梨香は南10区（さいたま市南区）から立候補して落選した。
同年4月24日、当選した中村美香に対して、選挙区内の有権者から県内の一つの市町村に3カ月以上引き続いて住所を持たなければならないとする県議選の住所要件を満たしていない可能性があるとの当選異議申立が埼玉県選管にあり、県選管は28日に申立を受理した。同年7月13日、県選管は中村の居住実態が認められなかったとして当選を無効にすると決定。選管によれば中村は2022年12月26日に東京都から三郷市に住民票を移し、南1区での公認決定後の2月1日に草加市に転居していた。一方、中村側は2022年10月2日に実母および妹と居住していた東京都内から、実父とその妻が住む三郷市内に転居し、この際は住民票を移していなかったものの三郷市では3ヶ月以上居住していたと主張したが、県選管は電気・水道・ガスの使用量や銀行口座の出金記録なども調べ、12月以前は三郷市に住んでいなかったと判断した。中村が東京高裁に提訴しなかった場合、当選無効が確定するが、2023年7月18日に中村は県選管の決定を不服とし、決定取り消しを求めて東京高裁に提訴する意向を示し、訴訟の判決確定まで議員の職務を続けることとなった。11月16日、東京高裁は「生活の本拠は東京都内にあったと認めるのが相当である」とし、中村の請求を棄却した。中村はこの決定を不服とし、最高裁に上告したが、最高裁は2024年3月15日付で上告を棄却し、中村の当選無効が確定した。
2023年8月、日本維新の会は第50回衆議院議員総選挙において新設される埼玉16区で、同党の支部長に妹の中村梨香を選任し、2024年10月の選挙で立候補した。だが、区割り変更前の埼玉13区から転じた自民党の土屋品子の前に屈する形で3位で落選、重複立候補した比例北関東ブロックでも惜敗率の低さで落選となった。

### 受賞歴
- 2018年3月 - 第23回 AMDアワード 優秀賞(年間コンテンツ賞)を受賞
- 2017年12月 - WOMJクチコミフェスタ2017 WOMJアワード 金賞受賞
- 2016年11月 - WOMJクチコミフェスタ2016 WOMJアワード 特別賞受賞
- 2015年12月 - Yahoo!JAPANクリエイティブアワード2015 ゴールド賞（イノベーション部門）を受賞
- 2015年9月 - ACC広告賞（全日本シーエム放送連盟）入賞
- 2015年8月 - 釜山国際広告賞2015（AD STARS 2015）interactive Web Platforms部門BRONZE賞とinteractive Social部門BRONZE賞を受賞
- 2015年7月 - コードアワード2015（広告賞）パブリックベスト賞とベスト・イノベーション賞を受賞

## 出演

### テレビ
- テレビ東京「なないろ日和!」 （2018年6月）
- TBS「林先生が驚く初耳学!」 （2017年11月）
- 日本テレビ「スッキリ」 キニナルジャーナル （2017年8月）
- 読売テレビ「ラッピー×ブラッピー」第22回 （2017年5月）
- フジテレビ「みんなのニュース」 （2017年3月）
- 読売テレビ「ラッピー×ブラッピー」第13回 （2017年3月）
- 読売テレビ「ラッピー×ブラッピー」第7回 （2017年2月）
- 広島ホームテレビ「ココ！ブランニュー」 （2017年1月）
- 北海道文化放送「土曜プレゼンアワー」 （2016年11月）
- フジテレビ「#ハイ_ポール」 （2017年8月）
- 静岡朝日テレビ「サタハピ しずおか」（2015年10月 - 2016年6月日）
- 日本テレビ「人生が変わる1分間の深イイ話」 （2015年12月）

### ドラマ
- テレビ朝日「侍戦隊シンケンジャー」（2009年） - 澄子役（美香）、ニセ澄子役（梨香）

### CM
- トマト銀行　カードローン「Q-Li」 TV-CM（2018年9月～）
- 三菱商事×ローソン「まちエネ」 CM（2018年3月～）
- 白元アース  小顔に魅せるマスク「be-style」 web CM（2017年11月）
- 花王「リーゼ 手触りやわらか3Dウェーブフォーム」 web CM（2017年9月）
- 山芳製菓「わさビーフ」 CM（2017年9月）
- JAバンク静岡 TV-CM（2017年5月）
- ソニーモバイル「だから私は、Xperia」 Xperia™ X Compact 春色篇 TV-CM（2017年2月）
- ソニーモバイル「だから私は、Xperia」 Xperia™ X Compact コンパクト篇 TV-CM（2016年11月）

### 映画
- ブリュレ（2008年）

### 短編映画
- 幸せ物語 （2009年）

### その他
- 静岡UIターン情報サイト「30歳になったら静岡県！」ラップ動画 （2018年9月）
- 東京消防庁 優マーク制度PV「 “優マーク” で防火のおもてなしを！」 （2017年12月）
- 骨髄バンクドナー登録啓発ムービー （2017年10月）
- FANCL「スマホ老眼eyeダンス」360度動画 （2017年5月）
- JR東日本 駅パラ「駅ビル エキナカ ランキング in MIDORI長野編」PV （2017年3月）
- JR東日本 駅パラ「行ってみたら、おっどろいた! inラスカ平塚」PV （2016年12月）
- バンダイナムコエンターテインメント「パックマン人力車 浅草ナイトクルーズ」 （2016年12月）
- ソニーモバイル Xperiaスペシャルムービー「Xperia FILE116」 （2016年11月）

## ディスコグラフィー

### シングル
- 税込0円シングル「ただの女」（2016年7月）
- 3rdシングル「MIKA☆RIKA QUEST」（2015年4月）
- 2ndシングル「下っ端」（2014年7月）
- 1stシングル「FUNKY OL〜仕事したくないよ〜」（2013年11月）

### 参加作品
- pop'n music 18 せんごく列伝 AC♡CS ポップンミュージック&portable&うたっち「Twin Trip」(2010年7月21日)
  - KONAMIアーケード音楽ゲーム「pop'n music」収録楽曲。「Mika☆Rika」名義。
- NOSTALGIA Music Collection ～Op.1 & Op.2～「She Is On The Lemon Tree」(2020年8月19日)
  - KONAMIアーケード音楽ゲーム「ノスタルジア」収録楽曲。楽曲は2017年4月4日にゲームで配信された。